# Continental Film
Continental Film је хрватско предузеће основано 1991. године, које послује у државама бивше Југославије. Бави се дистрибуцијом филмова, видеофилмова и телевизијског садржаја.
У Србији послује преко дистрибутерског предузећа Con Film и синхронизацијског студија Ливада Београд.